# Matalam
Matalam is een gemeente in de Filipijnse provincie Cotabato op het eiland Mindanao. Bij de laatste census in 2007 had de gemeente ruim 66 duizend inwoners.

## Geografie

### Bestuurlijke indeling
Matalam is onderverdeeld in de volgende 34 barangays:
| - Arakan - Bangbang - Bato - Central Malamote - Dalapitan - Estado - Ilian - Kabulacan - Kibia - Kibudoc - Kidama - Kilada | - Lampayan - Latagan - Linao - Lower Malamote - Manubuan - Manupal - Marbel - Minamaing - Natutungan - New Abra - New Alimodian | - New Bugasong - New Pandan - Patadon West - Pinamaton - Poblacion - Salvacion - Santa Maria - Sarayan - Taculen - Taguranao - Tamped |

## Demografie
Matalam had bij de census van 2007 een inwoneraantal van 66.204 mensen. Dit zijn 6.058 mensen (10,1%) meer dan bij de vorige census van 2000. De gemiddelde jaarlijkse groei komt daarmee uit op 1,33%, hetgeen lager is dan het landelijk jaarlijks gemiddelde over deze periode (2,04%). Vergeleken met de census van 1995 is het aantal mensen met 11.741 (21,6%) toegenomen.

De bevolkingsdichtheid van Matalam was ten tijde van de laatste census, met 66.204 inwoners op 476 km², 114,4 mensen per km².